# 悠木碧
悠木碧（日语：／ Yūki Aoi，1992年3月27日—），本名八武崎碧（日语：／ Yabusaki Aoi），日本女性聲優、演員。隸屬青二Production。出生於千葉縣。
代表作有《魔法少女小圓》（鹿目圓）、《妖怪手錶》（未空稻穗）、《戰姬絕唱SYMPHOGEAR》（立花響）、《神奇寶貝超級願望》（艾莉絲）、《終結的熾天使》（克魯魯·采佩西）等。

## 簡歷
- 1996年10月：以本名、童星身分出道，隸屬Central Group。名字表記。

- 2001年：名字首次回復表記為。

- 2003年：開始聲優生涯。正名。

- 2006年底：離開Central Group[9]。

- 2007年8月：上高中後加入Breath（日语：Breath (芸能事務所)），並改為現在的藝名。

- 2008年：在作品《紅》首度擔綱女主角；移籍至Pro Fit。

- 2012年3月28日：20歲生日當天，以個人名義發行迷你專輯，正式以歌手身分出道。

- 2013年：與竹達彩奈組成團體petit milady。

- 2022年1月1日：因原所屬事務所Pro Fit將於同年3月結束營運，故此移藉至青二Production。

## 出演作品
＊粗體字為主要角色

### 電視劇
- 跟蹤狂 誘惑的女人 #9（1997年、TBS）
- 東京聖誕夜 #1（1997年、富士電視台）
- 掠奪愛 危險的女人 #5（1998年、TBS）
- 星獸戰隊銀河人 #19（1998年、朝日電視台）
- 刑事搜查線PART3 #21（1999年、朝日電視台）
- 熱血醫生 #1（1999年、TBS）
- 百獸戰隊牙吠連者 #41（2001年、朝日電視台）※名義
- 天使的歌声～小兒病房的奇蹟（2002年、富士電視台）
- 假面騎士555（2003年、朝日電視台）- 園田真理（少女時代）※名義
- 夢想葡萄～讀書的女孩（2003年、NHK）※名義
- 假面騎士Ghost（2015年、朝日電視台）- 游流仙

### 聯合演出
- 果然如此！！秋刀魚大師（1999年11月 - 2000年3月、富士電視台）
- 真是厲害！！秋刀魚大師（2000年4月 - 2002年3月、富士電視台）
- DOWN TOWN之不能給小鬼的工作！！（2003年10月、日本電視台）

### 電影
- 蝮蛇兄弟（1997年）
- 楳圖一雄恐怖劇場 花斑少女（2005年）
- 純喫茶磯邊（2008年）

### 電視動畫

#### 2000年代
2003年
- 奇諾之旅（櫻）

2004年
- 愛你寶貝（まりか）※「  」名義

2005年
- 我愛美樂蒂（夢野琴）※「  」名義

2006年
- 我愛美樂蒂：轉轉旋律魔法牌（夢野琴）※「  」名義

2007年
- 我愛美樂蒂：輕鬆舒暢♪ #10（夢野琴）
- 琴之森（丸山譽子）

2008年
- 紅（九鳳院紫）
- 屍姬（遠岡明）

2009年
- 空罐少女！（葡萄子）
- 動物偵探奇魯米（御子神莉可）
- 地獄少女 三鼎（濱野知里子）
- 屍姬 玄（遠岡明）
- 寶石寵物（雅美莉）
- 神曲奏界ポリフォニカcrimson S（イアリティッケ・シン・ゴルオット）
- 浪漫追星社（米原）
- 乃木坂春香的秘密（初瀨光）
- 魔力充電娘（女學生D）
- 夢色蛋糕師（天野莓）

#### 2010年代
2010年
- 最後大魔王（可羅奈）
- 只有神知道的世界（青山美生）
- 屍鬼（桐敷沙子）
- 寶石寵物 Twinkle☆（雅美莉）
- 空·之·音（寒凪乃繪留）
- 麵包超人（馬倫公主〈第三代〉）
- 女僕咖啡廳（辰野俊子）
- 無頭騎士異聞錄 DuRaRaRa!!（岸谷新羅（幼少時代））
- 吸血鬼同盟（米娜·柴佩西）
- 百花繚亂 SAMURAI GIRLS（柳生十兵衛）
- 神奇寶貝超級願望（艾莉絲）
- 夢色蛋糕師Professional（天野莓）

2011年
- GOSICK（維多利加·德·布洛瓦）
- 魔法少女小圓（鹿目圓）
- A頻道（透）
- 寶石寵物 Sunshine（雅美莉）
- 輕鬆百合（雷香／萊芭露）
- 惡魔奶爸（谷村千秋）
- 異國迷宮的十字路口（艾麗絲·白朗奇）
- 境界線上的地平線（向井·鈴）
- 魔術快斗（安妮公主）
- 最後流亡-銀翼的飛夢-（吉泽尔·科列特）
- 便·當（白粉花）
- 女神異聞錄4 動畫版（P4A）（Persona 4 the Animation（P4A））（中村愛佳）

2012年
- 男子高中生的日常（小蘋果）
- 女子落（假面）
- 戰姬絕唱SYMPHOGEAR（立花響）
- 天才麻將少女阿知賀篇（高鴨穩乃）
- 嫉妒狂想曲（ルー）
- 冰菓（江波倉子、紅色泳衣的女性、松代〈漫研社員〉、女子學生、中山）
- 境界線上的地平線II（向井·鈴）
- 輕鬆百合♪♪（雷香／萊芭露）
- DOG DAYS'（庫貝兒·艾申巴赫·帕斯提亞修）
- 閃電十一人GO 時空之石（菜花黃名子）

2013年
- 開漫－啦！（櫻台黃）
- 果然我的青春戀愛喜劇搞錯了。（比企谷小町）
- 百花繚亂 SAMURAI BRIDE（柳生十兵衛）
- 革命機Valvrave（連坊小路晶）
- 閃電十一人GO 銀河（森村好葉）
- 戰姬絕唱SYMPHOGEAR G（立花響）
- 只有神知道的世界 女神篇（青山美生）
- 超次元戰記 戰機少女（碧謝／金黃之心）
- GUNDAM創戰者（琪拉拉）

2014年
- 天才麻將少女全國篇（高鴨穩乃）
- 獻給某飛行員的戀歌（克莉亞·庫魯斯／妮娜·維恩特）
- Keroro軍曹（新Keroro、魔法少女莫尼卡）
- 洪门剑灵传说（秦義絕）
- 如果折斷她的旗（吟遊院芹香）
- 黑色子彈（蛭子小比奈）
- SOUL EATER 噬魂者 NOT！（多多音美美）
- Free!-Eternal Summer-（山崎宗介〈小學〉）
- 生存遊戲社（亞米）
- 三坪房間的侵略者！？（可拉瑪）
- 信長協奏曲（阿市）
- 遊戲王ARC-V（方中美惠留）
- 七大罪（黛安娜）
- （不知火五十鈴）
- 刀劍神域II（有紀／紺野木綿季）

2015年
- 偵探歌劇 少女福爾摩斯 TD（卡蘿·道奇森）
- 百合熊風暴（百合園蜜子）
- 血型小將ABO 2（A型女）
- 東京喰種√A（安久黑奈）
- 聖劍使的禁咒詠唱（漆原靜乃）
- DOG DAYS''（庫貝兒·艾申巴赫·帕斯提亞修、庫拉麗菲·恩茲·帕斯提亞修）
- 果然我的青春戀愛喜劇搞錯了。續（比企谷小町）
- 終結的熾天使（克魯魯·采佩西）
- 山田君與7人魔女（瀧川諾亞、真紀）
- 妖怪手錶（未空稻穗[10]）
- GANGSTA.（妮娜）
- Chaos Dragon 赤龍戰役（夏蒂）
- 戰姬絕唱SYMPHOGEAR GX（立花響）
- 六花的勇者（芙雷米·史披德洛[11]）
- OVERLORD（克萊門汀）
- 學戰都市Asterisk（梁瀨咪子）
- 溫泉幼精小箱根（強羅）
- 一拳超人（戰慄的龍卷）
- 輕鬆百合 3☆High！（雷香／萊芭露）
- 緋彈的亞莉亞AA（島麒麟）
- 終結的熾天使 名古屋決戰篇（克魯魯·采佩西）
- 血型小將ABO 3（A型女）
- 名侦探柯南（中居芙奈子 #797）

2016年
- 只有我不存在的城市（雛月加代／杉田加代）
- Divine Gate（桃樂絲）
- 血型小將ABO 4（A型女）
- 逆转裁判（绫里真宵）
- 學戰都市Asterisk 第2期（梁瀨咪子）
- Ragna Strike Angels（御堂霞 巴奈特）
- 我的英雄學院（蛙吹梅雨）
- SUPER LOVERS（夏川亞衣）
- 田中君總是如此慵懶（莉乃）
- Qualidea Code（天河舞姬）
- 聖潔天使（蕾米艾露）
- 七大罪 聖戰的預兆（黛安娜）
- 斯黛拉的魔法（藤川歌夜）

2017年
- 秋葉原之旅 -THE ANIMATION-（Matsuko）
- 幼女戰記（譚雅·提古雷查夫[12]）
- 銀魂.（朧〈幼年〉）
- ACCA13區監察課（洛塔）
- 我的英雄學院 第2期（蛙吹梅雨）
- 重啟咲良田（相麻堇）
- 戰姬絕唱SYMPHOGEAR AXZ（立花響）
- 戰鬥女子學園（莎朶霓）
- 單蠢女孩（花畑佳子）
- 舞動青春（甲本明）
- 奇諾之旅 -the Beautiful World- the Animated Series（奇諾[13]、少女）
- 我的女友是個過度認真的處女bitch（香坂秋穗[14]）
- 3月的獅子 第2期（高城惠）
- 哆啦A夢（猜謎機）
- 將國戡亂記（布里吉塔·格里馬爾迪）

2018年
- 七大罪 戒律的復活（黛安娜）
- POP TEAM EPIC（POP子（第2話A段））
- 妖怪手錶 光影之卷（天野夏芽（TV版））
- 爆肝工程師的異世界狂想曲（亞里沙）
- 蠟筆小新（垂野枯空美）
- 妖精森林的小不點（康居）
- 博多豚骨拉麵團（美咲）
- 妖怪旅館營業中（少女、黃金童子）
- 魔法少女網站（網站管理人貳）
- 女神異聞錄5 the Animation（佐倉雙葉[15]）
- 我的英雄學院 第3期（蛙吹梅雨）
- 鬼燈的冷徹 第貳期 其之貳（瀧夜叉姬）
- 琴之森（丸山譽子）
- 阿宅的戀愛太難（櫻城光、旁白）
- 百鍊霸王與聖約女武神（艾爾貝緹娜[16]）
- 遊戲3人娘（青空鶇）
- LORD of VERMILION 紅蓮之王（咲山小梅[17]）
- Radiant 虛空魔境（梅莉[18]）
- SSSS.GRIDMAN（波拉[19]）
- 哥布林殺手（旁白）
- 東京喰種:re 第2期（黑奈）
- 只要別西卜大小姐喜歡就好（但他林）

2019年
- 傀儡馬戲團（可蘿碧[20]）
- 不吉波普不笑（宮下藤花[21]）
- 格林筆記 The Animation（白雪公主[22]、前代白雪公主）
- 鬼滅之刃（案內人‧黑髮•產屋敷輝利哉[23]）
- 異世界四重奏（譚雅[24]）
- 一拳超人（第2期）（戰慄的龍卷）
- 戰姬絕唱SYMPHOGEAR XV（立花響）
- 滿月之戰（袴田水晶[25]）
- 擅長捉弄人的高木同學2（北條[26]）
- 炎炎消防隊（環古達[27]、小守）
- 七大罪 眾神的逆麟（黛安娜、凱西）
- 我的英雄學院 第4期（蛙吹梅雨）
- 夢幻之星Online 2 Episode Oracle（2019年 - 2020年、クラリスクレイス）

#### 2020年代
2020年
- 〈Infinite Dendrogram〉-無盡連鎖-（莉莉安娜・葛蘭多利亞）
- 異世界四重奏2（譚雅）
- Star☆Twinkle 光之美少女（花寺和佳／恩典天使）
- Healin' Good ♥ 光之美少女（花寺和佳／恩典天使）
- Fate/Grand Order -絕對魔獸戰線巴比倫尼亞-（迪亞馬特）
- 掠夺者（園原水花）
- 天晴爛漫！（霍托托[28]）
- 超異域公主連結 Re:Dive（鈴莓）
- 炎炎消防隊 貳之章（環古達、小守）
- 果然我的青春戀愛喜劇搞錯了。完（比企谷小町、酥餅）
- 出租女友（七海麻美）
- 女武神的餐桌（麗塔·洛絲薇瑟）
- 刀劍神域 Alicization War of Underworld -THE LAST SEASON-（有紀/紺野木棉季）
- 魔法科高中的劣等生 來訪者篇（七草泉美）
- 在魔王城說晚安（弗羅倫斯）
- 這是妳與我的最後戰場，或是開創世界的聖戰（天帝詠梅倫根）

2021年
- ABCiee修業日記（ABCiee）
- 轉生成蜘蛛又怎樣！（「我」／白、「我」〈身體部長、魔法部長1號、魔法部長2號〉、惡夢殘渣、蜘蛛魔物）
- 七大罪 憤怒的審判（黛安娜）
- 碧藍航線 微速前進！（大鳳）
- 我的英雄學院 第5期（蛙吹梅雨、角取波妮、取蔭切奈）
- 再見了，我的克拉默（曾志崎綠）
- 持續狩獵史萊姆三百年，不知不覺就練到LV MAX（亞梓莎[29]）
- 宝可梦 旅途（艾莉丝）
- 龍先生、想要買個家。（德利雅〈幼少期〉）
- 我立於百萬生命之上（奧尤）
- D_CIDE TRAUMEREI THE ANIMATION（潔西卡·克萊本）
- Sonny Boy（瑞穗、櫻花）
- 女武神的餐桌II（麗塔·洛絲薇瑟）
- 魔法紀錄 魔法少女小圓外傳 2nd SEASON -覺醒前夜-（鹿目圓）
- 轉生成女性向遊戲只有毀滅END的壞人大小姐X（莎拉）
- 百萬噸級武藏（星野あおい）
- 海賊王女（花梨）
- 世界盡頭的聖騎士（葛雷斯菲爾[30]）

2022年
- 薔薇王的葬列（貞德[31]）
- 平家物語（琵琶）
- 我是川尻小玉喔～危險生活黑客的糜爛生活～（川尻小玉、其他大部份角色[32]）
- 擅長捉弄人的高木同學3（北條）
- 泡泡糖忍戰（露西[33]）
- 鬼滅之刃 遊郭篇（產屋敷輝利哉）
- 更多！怪俠佐羅利（米菈[34]）
- 出租女友 第2期（七海麻美）
- 異世界歸來的舅舅（梅貝爾[35]）
- 盛開的阿斯諾特莉亞 吸！（帕烏麗娜）
- 忍之一時（黃瀨川輝麗[36]）
- 我的英雄學院 第6期（蛙吹梅雨、取蔭切奈）
- 書蟲公主（雪倫）
- 機動戰士GUNDAM 水星的魔女（諾蕾雅·杜諾克）

2023年
- 間諜教室（莫妮卡[37]）
- 福星小子（小天[38]）
- 虛構推理（雪女[39]）
- 尼爾：自動人形 Ver1.1a（帕斯卡[40]）
- 開闊天空！光之美少女（花寺和佳／恩典天使）
- 第二次被異世界召喚（蒂雅）
- 在無神世界裡進行傳教活動（阿塔爾[41]）
- 異世界一擊殺姊姊 ～姊姊同伴的異世界生活開始了～（使役の魔女グリリグラ）
- BLEACH 千年血戰篇（莉露多托·藍帕德[42]）
- 出租女友 第3期（七海麻美[43]）
- 不死不運（吉娜[44]）
- 藥師少女的獨語（貓貓[45]）
- 神選（綾[46]）
- 世界盡頭的聖騎士 鐵鏽之山的君王（葛雷斯菲爾[47]）
- 家裡蹲吸血姬的鬱悶（普洛海莉亞·茲塔茲塔斯基[48]）

2024年
- 佐佐木與文鳥小嗶（小嗶[49]）
- 不死不運（塔奇安娜的母親）
- 福星小子 第2期（小天）
- 異修羅（世界詞祈雅[50]）
- 治癒魔法的錯誤使用法（黑騎士／菲魯姆[51]）
- 魔法科高中的劣等生 第3期（七草泉美[52]）
- 夜櫻家大作戰（夜櫻四怨[53]）
- 魔王學院的不適任者 II ～史上最強的魔王始祖，轉生就讀子孫們的學校～（創造神米里狄亞[54]）
- 異世界失格（歐迪莉亞[55]）
- 擅長逃跑的殿下（風間玄蕃[56]）
- 神選 第2期（綾）
- 去參加聯誼，卻發現完全沒有女生在場（藤[57]）
- 妻子變成小學生。（新島貴惠／白石萬理華[58]）
- Re:從零開始的異世界生活 3rd season（卡佩菈[59]）
- 機械臂（吹雪[60]）
- 亂馬1/2（第2作）（白鳥梓[61]）

2025年
- 藥師少女的獨語 第2期（貓貓[62]）
- 炎炎消防隊 參之章（環古達[63]）
- 持續狩獵史萊姆三百年，不知不覺就練到LV MAX ～其二～（亞梓莎[64]）
- 怪獸世界征服（めら、ぐーすか、あにき、しゅがー[65]）
- 出租女友 第4期（七海麻美[66]）
- Clevatess -魔獸之王與嬰兒與屍之勇者-（妮露露[67]）
- 一拳超人 第3期（戰慄的龍卷[68]）
- GNOSIA（夕里子[69]）

時期未定
- 幼女戰記II（譚雅·提古雷查夫[70]）
- 魔法少女育成計畫restart（菈彼絲·藍金莉汀[71]）
- 異世界四重奏3（譚雅[72]）

### OVA
2009年
- 空罐少女！（葡萄子）

2010年
- 紅（九鳳院紫）
- 夢色蛋糕師 心動♥熱帶島嶼！（天野莓）

2011年
- 裝甲騎兵 Case;IRVINE（少年兵）
- Baby Princess 3D Paradaisu0（Love）（真璃）

2012年
- A頻道 +smile（透）
- 小鎮有你（枝葉懍）

2014年
- 姐姐的妄想日记（梅比良布里萨）

2016年
- 一拳超人 #05「有着太多故事的姐妹」（龍卷）
- 一拳超人 #06「過於不可能的殺人事件」（龍卷）
- OVERLORD（克萊門汀）
- 斬首循環 藍色學者與戲言玩家（玖渚友）

2017年
- A頻道 +smile（透）

2018年
- 我的女友是個過度認真的處女bitch（香坂秋穗）
- 來玩遊戲吧 OVA2（青空鶇）

2020年
- ACCA13區監察課 Regards（蘿塔）[73]

### 動畫電影
2011年
- 神奇寶貝劇場版：比克提尼與黑英雄 捷克羅姆/白英雄 雷希拉姆（艾莉絲）

2012年
- 神奇寶貝劇場版：酋雷姆VS聖劍士 凱路迪歐（艾莉絲）
- 劇場版 魔法少女小圓 [前篇] 起始的物語（鹿目圓）
- 劇場版 魔法少女小圓 [後篇] 永遠的物語（鹿目圓）
- 劇場版 閃電十一人GO vs 紙箱戰機W（菜花黃名子）

2013年
- 神奇寶貝劇場版：神速的蓋諾賽克特 超夢覺醒（艾莉絲）
- 劇場版 魔法少女小圓 [新篇] 叛逆的物語（鹿目圓）

2015年
- 怪物的孩子
- High Speed! -Free! Starting Days-（山崎宗介〈小學生〉）

2016年
- 加速世界 INFINITE BURST（女神尼克斯）
- 你的名字。（名取早耶香）
- 電影版 聲之形（西宮結絃[74]）

2017年
- 劇場版 FAIRY TAIL -DRAGON CRY-（索尼婭）
- 春宵苦短，少女前進吧！（不倒翁公主）
- 電影 KiraKira☆光之美少女 A La Mode 清脆出爐！回憶的法式千層酥！（庫克）

2018年
- 大雄的金銀島（謎題）[75]
- 怪物彈珠 空之彼方（結奈）
- 我的英雄學院劇場版：兩個人的英雄（蛙吹梅雨）
- 劇場版 七大罪 天空的囚人（黛安娜）

2019年
- 就算明天世界毀滅（美子[76]）
- 幼女戰記劇場版（譚雅·馮·提古雷查夫）
- 我的英雄學院劇場版：英雄新世紀（蛙吹梅雨）
- 紫羅蘭永恆花園外傳：永遠與自動手記人偶 （泰勒・巴特雷特）
- 天气之子（名取早耶香）

2020年
- 哆啦A夢：大雄的新恐龍（蛋蛋探險隊隊長）
- 光之美少女 Miracle Leap 與大家不可思議的一天（花寺和佳／恩典天使[77]）

2021年
- 電影 Healin' Good ♥ 光之美少女 夢想的小鎮心動不已！GoGo！大變身！！（花寺和佳／恩典天使）
- 電影 再見了，我的克拉默 First Touch（曾志崎綠）
- 我的英雄學院劇場版：世界英雄任務（蛙吹梅雨）
- 我的朋友霸王龍（トプス）

2022年
- 蠟筆小新：幽靈忍者珍風傳（秘書）
- 劇場版 異世界四重奏 ～Another World～（譚雅）
- 劇場版 擅長捉弄人的高木同學（北條）
- 劇場版IDOL舞SHOW（佐久間志のぶ）
- 只屬於我的兒童餐（花寺和佳／恩典天使）
- 我們的黎明（NANAKO）[78]

2023年
- GRIDMAN UNIVERSE（波拉[79]）

2024年
- 大室家 dear sisters（八重野美穗[80]）
- 哆啦A夢：大雄的地球交響樂（帕洛帕洛[81]、服部老師）
- （飴屋[82]）
- 大室家 dear friends（八重野美穗[80]）
- 劇場版物怪 唐傘（カメ[83]）
- 你的顏色（七窪しほ[84]）

2025年
- 一百公尺。—100M—（小宮〈小學生〉[85]）

2026年
- 劇場版 魔法少女小圓 〈魔女之夜的迴天〉（鹿目圓）

### 網路動畫
- 由土醬（田中由土里）

2017年
- 相對世界（英语：Sōtai Sekai）（ミコ／ニコ）
- 惡魔咩姆咩姆（日太）

2022年
- 電馭叛客：邊緣行者（露西）

2023年
- GOOD NIGHT WORLD（皮可[86]）

2024年
- 今晚有貓伴身邊（昆布、竹輪[87]）
- Fate/Grand Order 搞不懂的藤丸立香 第2期（提亚马特）

2025年
- 諾莫之國（洛可可[88]）

### 外語配音
- 變形金剛 斯比頓傳奇（英语：Transformers:_Cyberverse） （風刃）
- 蜘蛛俠：跳入蜘蛛宇宙 （關·史黛西）

### 遊戲
- 雷頓教授VS逆轉裁判（瑪霍妮·卡達露西亞）
- 奇諾之旅 -the Beautiful World-（櫻花）※聲優出道作
- 聖騎戰史（セフィア皇女）
- 空之音 少女的五重奏（寒凪乃繪留）
- 付喪物语（香山怜央）
- 愛的爆爆（夢魘A）
- 蒼翼默示錄（白金·特利妮蒂）
- 蒼翼默示錄：交叉組隊戰 (白金·特利妮蒂)
- BLUE ROSES ～妖精和藍眼的戰士們（ポル）
- 龍之谷（學者）
- 符文工房4（瑪格麗特）
- Weiß Schwarz Portable（雪乃涼花）
- 夢幻之星網路版2（クラリスクレイス）
- 怒首領蜂最大往生（陽蜂）
- 波色（波平夏美）
- 魔法少女小圓 攜帶版（鹿目圓）
- 噬神者2（拉凱爾博士）
- 刀劍神域 虛空斷章、刀劍神域 Lost Song（有紀／紺野木綿季）
- 生化危機 啟示錄2（娜塔麗亞·科爾達）
- 核心爭霸（凱莎）
- 麻雀物語2、3（風上あやか）
- 英雄聯盟 日文版（露璐）
- 三國志拼圖大戰（大虎、小虎）
- 格林筆記（白雪姬）
- 白貓Project（黛安娜）
- 魔法使與黑貓維茲（優卡·恩德）
- 神次元戰記 戰機少女V（碧謝／金黃之心）
- 機動戰士GUNDAM Online（駕駛員聲〈內向II〉）
- 天使學園之我的專屬女神 (潤 紅夏)
- 音速小子 音爆系列 (斯迪克斯)

2015年
- CLOSERS（美琴·雨宮（李雪菲））
- 戰鬥女子學園（莎朵霓）

2016年
- 女神異聞錄5（佐倉雙葉）
- 魔法科高中的劣等生 LOST ZERO（七草泉美[89]）
- 少女前線（M1918）
- 陰陽師（鯉魚精、蝴蝶精、提燈小僧）
- Fate/Grand Order（沖田總司、酒吞童子、迪亞馬特、伽内什、伊吹童子）
- 刀劍神域 虛空幻界（有紀／紺野木綿季）
- 英雄聯盟（露璐）

2017年
- 尼爾：自動人形（帕斯卡）
- 加速世界VS刀劍神域 千年的黃昏（有紀／紺野木綿季）
- 妖怪手錶（貓二世、キレーネ）
- 永遠的7日之都（零）
- 閃耀幻想曲（一井透、藤川歌夜）
- 伊蘇VIII 丹娜的隕涕日（伊娥）
- 街霸5 (梅娜特)
- 音速小子 武力（菜鳥女）
- 卡拉邦CARAVAN STORIES（米薩克拉)
- 異度之刃2（伊吹）

2018年
- Sdorica -sunset-（蒂卡·雪法利爾）
- 食之契約（涼蝦、芒果布丁、果凍）
- Fate/Grand Order（沖田總司〔Alter〕）
- 精靈寶可夢 Let's Go！皮卡丘／Let's Go！伊布（伊布）
- 碧藍航線（大鳳）
- 蒼之紀元 (潘朵拉)
- 超異域公主連結☆Re:Dive（鈴莓）
- 怪物彈珠（結奈）
- 勇者鬥惡龍 英雄集結II 雙子之王與預言的終焉（瑪莉貝兒）
- 崩坏3rd（丽塔·洛丝薇瑟）

2019年
- RELEASE THE SPYCE secret fragrance（亂獅子由良[90]）
- 英雄傳說 閃之軌跡IV -THE END OF SAGA-（蕾恩·布萊特）
- 聖火降魔錄 風花雪月（莉絲緹亞•馮•科迪利亞[91]）
- 明日方舟（真理、地靈）
- 轟炸女孩（日语：ボンバーガール (ゲーム)）（派茵）
- Crash Fever（鹿目圓）
- 闇影詩章 (坦忒菈)
- 任天堂明星大亂鬥 特別版（佐倉雙葉）

2020年
- 原神（熒）
- 明日方舟（年）
- 忍者必須死3（琳）

2021年
- 另一個伊甸 穿越時空的貓（梅莉莎）
- 拳皇全明星（黛安娜）
- 怪物彈珠（歐娘庫彭）
- 神魔之塔（朔月帝女·卑彌呼、嬌憨龍娃·爪娃諾、專業兔醫·比涅希）
- 绯红结系（木灵·梅仑）
- 守望傳說（瑪麗娜）
- 尼爾：人工生命 ver.1.22474487139...（露易絲）
- 薑餅人王國（櫻桃餅乾）

2022年
- 少女迴戰（張角、哪吒）
- 蘇菲的鍊金工房2 ～不可思議夢的鍊金術士～（阿蕾特·克拉勒蒂）
- 東京放課後召喚師（圖靈）
- 異度神劍3（健旗真白）
- 東方彈幕神樂（菅牧典）

2023年
- Archeland（Avia）
- 女神異聞錄5 戰略版 (佐倉雙葉)

2024年
- 怪物彈珠（正宗）
- Fate/Samurai Remnant (伊吹童子 ）
- 出租女友 ～水平線與泳裝女友～（七海麻美[92]）
- 勝利女神：妮姬（灰姑娘）
- 拜托了社长（七海麻美）

2025年
- 魔法少女小圓 Magia Exedra（鹿目圓）

未知時期
- 二重螺旋（麗蓓卡）

### 布袋戲
2018年
- Thunderbolt Fantasy 東離劍遊紀2（妖姫・七殺天凌[93]）

2021年
- Thunderbolt Fantasy 東離劍遊紀3（照君臨・七殺天凌[94]）

### 廣播
- 廣播 吸血鬼同盟！ 米娜與由紀 放課後的理事長室！（メディファクラジオ：2009年12月25日 - 2010年5月7日）
- 由土里醬廣播（由土里醬公式網站：2010年3月5日 - 6月11日；每週星期五更新、音泉、動畫TV放信）
- 最後大魔王廣播（最後大魔王公式網站、音泉：2010年4月1日 - 7月8日）
- 百花繚亂 SAMURAI GIRLS（Lantis web radio：2010年9月17日 - 2011年1月12日）

### 廣播剧CD
- 空罐少女！（葡萄子）
- Re：笨蛋也能拯救世界？Drama CD（間宮薰）
- 学園天国パラドキシア（花子）
- 影執事馬克的聲音 1・2（カナメ）
- 紅（九鳳院紫）
- 女僕咖啡廳YOUNG KING OURs原作Drama CD（辰野俊子）
- 寄生彼女砂奈（櫂實亞須香）
- 吸血鬼同盟系列（米娜·柴佩西）
  - SOUND COFFIN ※「コミックフラッパー」2009年5月号付錄
  - Drama CD 跳舞的吸血鬼女僕CD
- 科學超電磁砲ARCHIVES3（睦美）
- 夢色蛋糕師閃爍☆音樂（天野莓）
- 果然我的青春戀愛喜劇搞錯了。（比企谷小町）
- 蒼藍鋼鐵戰艦（伊歐娜）
- 修羅場戀人！（天弓院真愛）
- 我被綁架到貴族女校當「庶民樣本」（九条美由紀）
- 聖劍使的禁咒詠唱（漆原靜乃）
- 掠夺者 シュメルマン先生の異本むかしばなし（園原水花）
- 間諜教室（氷刃）

### 其他
- 讀賣新聞節目表欄位「Studio發」（2009年，訪談）
- 眉山纜車（德島縣德島市）車內廣播（2012年，鹿目圓）
- 蒼樹梅展 聲音導覽（2015年、聲音導覽） - 與蒼樹、阿澄佳奈一起[95]
- 萬代 會說話的使模 DX游流仙（2015年，游流仙[96]）
- PRIUS! IMPOSSIBLE GIRLS（2016年，06雙橫臂懸架式懸吊系統）
- 西尾維新大辭展（2017年，玖渚友）[97]
- NHK新聞、防災應用程式氣象角色 春 原畫展「紙劇場動畫」（2017年－，夏[98]）
- 單蠢女孩（2017年，第5話 片頭動畫原畫協力）
- VR×漫畫「夢的諮詢所」（2017年，美紀[99]）
- 迪士尼程式設計學習教材「テクノロジア魔法學校」（2018年，櫻[100]）
- 租借女友 PV（2018年，水原千鶴、七海麻美）
- 音頻劇 SSSS.GRIDMAN（2018年、ボラー）
- 異世界四重奏（2019年，第8話片尾插畫[101]）
- 哈利波特：魔法同盟（2019年，宣傳影片旁白[102]）
- 奶酪陷阱 單行本7、8卷發售記念PV（2019年，赤山雪[103]）
- Project:;COLD（2021年、イオリ・ハートフィールド[104][105]）[106]

## 音樂作品

### 單曲
| 枚  | 發售日        | 標題             | 規格編號     | 規格編號   | 最高位 |
| 枚  | 發售日        | 標題             | 初回限定盤   | 通常盤     | 最高位 |
| --- | ------------- | ---------------- | ------------ | ---------- | ------ |
| 1st | 2014年1月29日 | ビジュメニア     | VTZL-73      | VTCL-35173 | 19位   |
| 2nd | 2014年4月30日 | クピドゥレビュー | VTZL-79      | VTCL-35179 | 18位   |
| 3rd | 2017年11月1日 |                  | COZC-1383/4  | COCC-17349 | 12位   |
| 4th | 2018年4月25日 |                  | COZC-1432/3  | COCC-17448 | 18位   |
| 5th | 2020年1月15日 | Unbreakable      | COZC-1609/10 | COCC-17700 | 14位   |
| 6th | 2021年4月7日  |                  | COZC-1728/9  | COCC-17860 | 5位    |

### 角色單曲
- 由土醬（由土）
  - 由土的由土（2010年4月21日）
- 最後大魔王（可羅奈）
  - 最後大魔王 戲劇&角色歌曲專輯〜最後發生〜（2010年5月26日）
- 動物偵探奇魯米系列（御子神莉可） 
  - 動物偵探奇魯米 什錦CD(1)（2010年6月9日）
  - 動物偵探奇魯米 什錦CD(2)（2010年8月4日）
- 百花繚亂 SAMURAI GIRLS（柳生十兵衛） 
  - 恋にせっせ通りゃんせ（2010年11月10日）
  - 百花繚乱 SAMURAI GIRLS 迷你角色專輯（2010年12月8日）
- 女僕咖啡廳（辰野俊子） 
  - メイズ参上！（2010年11月24日）
- 只有神知道的世界（青山美生） 
  - 只有神的角色CD.2 青山美生 starring 悠木碧（2010年11月24日）
  - 戀愛的印記（2010年12月8日）
- 魔法少女小圓☆魔力
  - また あした（鹿目圓）
- 戰姬絕唱SYMPHOGEAR（立花響）
  - 戰姬絕唱SYMPHOGEAR角色歌2（2012年2月29日）
- 刀劍神域 聖母聖詠篇（有紀／紺野木綿季）
  - Liberty Rosario

## 音樂CD
- 「イナズマイレブンＧＯクロノ・ストーン」オールスターズ キャラクターソングアルバム ~ ヤサシイミライ（菲・魯恩、菜花黃名子）
- 「イナズマイレブンＧＯクロノ・ストーン」オールスターズ キャラクターソングアルバム ~ 青春おでん（空野葵、瀨戶水鳥、山菜茜、菜花黃名子）

## 廣播CD
- 廣播 吸血鬼同盟特典CD〜魅力？幻力？羅馬尼亞料理對決〜

## 廣告
- 大京『ライオンズマンション』（電視廣告）
- 日產『日産・セレナスター』（電視廣告）
- 江崎固力果（電視廣告／聲音）

## 其他
- 广播室發（讀賣新聞テレビ欄コーナー・2009年12月13日掲載） - 訪問
- anison+（東京電視台、2010年2月度・2011年3月28日放送分旁白擔當、嘉賓）
- 碧的五十音!（『SEIGURA』連載：2010年10月号 - ）

## 註解
1. ↑  百花繚亂 SAMURAI GIRLS廣播劇第3回
2. ↑  （日語）. Seiyu Awards.   [2012-03-03]. （原始内容存档于2012-03-03）.
3. ↑  . プロ・フィット. 2012-12-01  [2016-11-07]. （原始内容存档于2012-12-01） （日语）.
4. ↑  . マリン・エンタテインメント.   [2014-03-13]. （原始内容存档于2014-03-01）.
5. ↑  . GMOゲームポット. 2012-03-05  [2014-03-13]. （原始内容存档于2014-11-29）.
6. ↑  . エイタロウソフト. 2013-03-19  [2014-03-13]. （原始内容存档于2013-05-27）.
7. ↑  . Girls-Style.   [2014-03-13]. （原始内容存档于2014-03-13）.
8. ↑  .   [2011-10-22]. （原始内容存档于2013-11-01）.
9. ↑   （页面存档备份，存于）。
10. ↑  . マイナビニュース.   [2015-04-07]. （原始内容存档于2015-04-07）.
11. ↑  . .   [2025-08-08] （日语）.
12. ↑  . 電視動畫「幼女戰記」官方網站. 2016-11-14  [2016-11-14]. （原始内容存档于2021-01-13） （日语）.
13. ↑  . 電擊Online. 2017-03-12  [2017-03-12]. （原始内容存档于2020-11-12） （日语）.
14. ↑  . 電視動畫「我的女友是個過度認真的處女bitch」官方網站.   [2017-07-21]. （原始内容存档于2017-07-21）.
15. ↑  . ペルソナチャンネル.   [2017-07-30]. （原始内容存档于2017-07-30）.
16. ↑  . 電視動畫「百鍊霸王與聖約女武神」官方網站.   [2018-04-02]. （原始内容存档于2018-03-24）.
17. ↑  . 電視動畫「LORD of VERMILION 紅蓮之王」官方網站.   [2018-05-10]. （原始内容存档于2018-05-17）.
18. ↑  . 電視動畫「Radiant 虛空魔境」官方網站.   [2018-03-22]. （原始内容存档于2018-10-06）.
19. ↑  . 電視動畫「SSSS.GRIDMAN」官方網站.   [2018-07-25]. （原始内容存档于2018-07-25）.
20. ↑  . 電視動畫「傀儡馬戲團」官方網站.   [2018-09-30]. （原始内容存档于2018-08-01）.
21. ↑  . 電視動畫「不吉波普不笑」官方網站.   [2018-03-10]. （原始内容存档于2021-07-20）.
22. ↑  . 電視動畫「格林筆記 The Animation」官方網站.   [2018-10-22]. （原始内容存档于2018-10-14）.
23. ↑  . 電視動畫「鬼滅之刃」電視台官網.   [2018年12月22日]. （原始内容存档于2019年10月2日） （日语）.
24. ↑  . 電視動畫「異世界四重奏」官方網站.   [2019-03-08]. （原始内容存档于2019-03-11）.
25. ↑  . 電視動畫「GRANBELM」官方網站.   [2019-04-24]. （原始内容存档于2019-05-21）.
26. ↑  . 電視動畫「擅長捉弄人的高木同學2」官方網站.   [2019-06-01]. （原始内容存档于2021-06-23）.
27. ↑  . 電視動畫「炎炎消防隊」官方網站.   [2019-02-26]. （原始内容存档于2019-02-09）.
28. ↑  .   [2020-01-06]. （原始内容存档于2020-01-12）.
29. ↑  . Natalie. 2019-10-19  [2021-02-15]. （原始内容存档于2021-02-05） （日语）.
30. ↑  . Comic Natalie. 2021-08-28  [2021-08-28]. （原始内容存档于2021-08-29） （日语）.
31. ↑  . Comic Natalie. 2021-12-03  [2021-12-03]. （原始内容存档于2021-12-03） （日语）.
32. ↑  . Comic Natalie. 2021-10-29  [2021-10-29]. （原始内容存档于2021-11-19） （日语）.
33. ↑  . Comic Natalie. 2021-12-02  [2021-12-02]. （原始内容存档于2021-12-03） （日语）.
34. ↑  . Comic Natalie. 2022-02-22  [2022-02-22]. （原始内容存档于2022-02-22） （日语）.
35. ↑  . Comic Natalie. 2021-12-24  [2021-12-24]. （原始内容存档于2021-12-26） （日语）.
36. ↑  . Comic Natalie. 2022-06-22  [2022-06-22]. （原始内容存档于2022-06-22） （日语）.
37. ↑  . Comic Natalie. 2022-07-15  [2022-07-15]. （原始内容存档于2022-07-27） （日语）.
38. ↑  . Comic Natalie. 2023-01-03  [2023-01-03]. （原始内容存档于2023-01-04） （日语）.
39. ↑  . Comic Natalie. 2022-03-04  [2022-03-04]. （原始内容存档于2022-03-05） （日语）.
40. ↑  . Comic Natalie. 2022-10-30  [2022-10-30]. （原始内容存档于2022-12-29） （日语）.
41. ↑  . Comic Natalie. 2023-02-24  [2023-02-24]. （原始内容存档于2023-03-19） （日语）.
42. ↑  . Comic Natalie. 2023-05-28  [2023-05-28]. （原始内容存档于2023-05-28） （日语）.
43. ↑  . Comic Natalie. 2023-03-05  [2023-03-05]. （原始内容存档于2023-03-15） （日语）.
44. ↑  . Comic Natalie. 2023-08-21  [2023-08-21]. （原始内容存档于2023-08-20） （日语）.
45. ↑  . Comic Natalie. 2023-02-16  [2023-02-16]. （原始内容存档于2023-02-17） （日语）.
46. ↑  . Comic Natalie. 2023-11-01  [2023-11-01]. （原始内容存档于2023-11-09） （日语）.
47. ↑  . Comic Natalie. 2023-04-14  [2023-04-14]. （原始内容存档于2023-04-21） （日语）.
48. ↑  . Comic Natalie. 2023-12-16  [2023-12-16]. （原始内容存档于2023-12-17） （日语）.
49. ↑  . Comic Natalie. 2022-07-24  [2022-07-24]. （原始内容存档于2022-08-10） （日语）.
50. ↑  . Comic Natalie. 2023-06-05  [2023-06-05]. （原始内容存档于2023-06-11） （日语）.
51. ↑  . Comic Natalie. 2024-03-16  [2024-03-16]. （原始内容存档于2024-03-16） （日语）.
52. ↑  . Comic Natalie. 2024-01-04  [2024-01-04]. （原始内容存档于2024-01-11） （日语）.
53. ↑  . Comic Natalie. 2023-10-23  [2023-10-23]. （原始内容存档于2023-10-29） （日语）.
54. ↑  . Comic Natalie. 2024-02-27  [2024-02-27]. （原始内容存档于2024-02-29） （日语）.
55. ↑  . Comic Natalie. 2024-04-17  [2024-04-17]. （原始内容存档于2024-05-03） （日语）.
56. ↑  . Comic Natalie. 2023-09-10  [2023-09-10]. （原始内容存档于2023-09-11） （日语）.
57. ↑  . Comic Natalie. 2024-02-26  [2024-02-26]. （原始内容存档于2024-03-16） （日语）.
58. ↑  . Comic Natalie. 2024-06-20  [2024-06-20]. （原始内容存档于2024-07-13） （日语）.
59. ↑  . Comic Natalie. 2024-09-01  [2024-09-01] （日语）.
60. ↑  . Comic Natalie. 2024-06-10  [2024-06-10]. （原始内容存档于2024-06-13） （日语）.
61. ↑  . Comic Natalie. 2024-09-07  [2024-09-07]. （原始内容存档于2024-09-08） （日语）.
62. ↑  . Comic Natalie. 2024-03-24  [2024-03-24]. （原始内容存档于2024-03-29） （日语）.
63. ↑  . Comic Natalie. 2024-07-07  [2024-07-07]. （原始内容存档于2024-07-10） （日语）.
64. ↑  . Comic Natalie. 2024-03-09  [2024-03-09]. （原始内容存档于2024-03-11） （日语）.
65. ↑  . Comic Natalie. 2024-11-15  [2024-11-15] （日语）.
66. ↑  . Comic Natalie. 2025-01-15  [2025-01-15]. （原始内容存档于2025-01-23） （日语）.
67. ↑  . Comic Natalie. 2025-06-10  [2025-06-10] （日语）.
68. ↑  . Comic Natalie. 2025-03-07  [2025-03-07] （日语）.
69. ↑  . Comic Natalie. 2025-08-02  [2025-08-02] （日语）.
70. ↑  . Comic Natalie. 2021-06-19  [2021-06-19]. （原始内容存档于2021-07-04） （日语）.
71. ↑  . Comic Natalie. 2024-12-13  [2024-12-13]. （原始内容存档于2024-12-13） （日语）.
72. ↑  . Comic Natalie. 2025-06-13  [2025-06-13] （日语）.
73. ↑  . 電視動畫「ACCA13區監察課 Regards」特設網站.   [2020-05-04]. （原始内容存档于2020-05-04）.
74. ↑  . Anime News Network.   [2019-09-15]. （原始内容存档于2019-05-30） （英语）.
75. ↑  . .   [2017-10-12]. （原始内容存档于2017-10-12）.
76. ↑  . 電影動畫『就算明天世界毀滅』官方網站.   [2018-10-25]. （原始内容存档于2018-10-25） （日语）.
77. ↑  .   [2020-01-07]. （原始内容存档于2019-12-10）.
78. ↑  . Comic Natalie. 2022-07-05  [2022-07-05]. （原始内容存档于2022-10-16） （日语）.
79. ↑  . Comic Natalie. 2022-11-20  [2022-11-20]. （原始内容存档于2022-11-20） （日语）.
80. 1 2  . Comic Natalie. 2023-10-12  [2023-10-12]. （原始内容存档于2023-10-17） （日语）.
81. ↑  . MANTANWEB. 2024-03-04  [2024-03-04]. （原始内容存档于2024-04-16） （日语）.
82. ↑  . Comic Natalie. 2024-02-02  [2024-02-02]. （原始内容存档于2024-02-02） （日语）.
83. ↑  . Comic Natalie. 2024-03-21  [2024-03-21]. （原始内容存档于2024-03-29） （日语）.
84. ↑  . Comic Natalie. 2024-05-13  [2024-05-13]. （原始内容存档于2024-05-23） （日语）.
85. ↑  . Comic Natalie. 2025-06-25  [2025-06-25] （日语）.
86. ↑  . Comic Natalie. 2023-07-31  [2023-07-31]. （原始内容存档于2023-08-03） （日语）.
87. ↑  . Comic Natalie. 2024-11-22  [2024-11-22]. （原始内容存档于2025-01-26） （日语）.
88. ↑  . Comic Natalie. 2025-03-28  [2025-03-28]. （原始内容存档于2025-04-08） （日语）.
89. ↑  . 電撃App.   [2016-09-06]. （原始内容存档于2019-12-23）.
90. ↑  . 遊戲「RELEASE THE SPYCE secret fragrance」官方網站.   [2018-12-03]. （原始内容存档于2019-06-10）.
91. ↑  . 任天堂.   [2019-07-29]. （原始内容存档于2021-01-04） （日语）.
92. ↑  . MAGES. 2024-08-05  [2024-08-05]. （原始内容存档于2024-12-20）.
93. ↑  . 霹靂國際多媒體.   [2020-05-20]. （原始内容存档于2019-04-05）.
94. ↑  . 霹靂國際多媒體.   [2021-05-09]. （原始内容存档于2021-05-05）.
95. ↑  . 蒼樹うめ展公式サイト.   [2016-02-28]. （原始内容存档于2021-01-18）.
96. ↑  . プレミアムバンダイ.   [2020-02-02]. （原始内容存档于2015-12-28）.
97. ↑  . 講談社.   [2017-06-17]. （原始内容存档于2021-01-20）.
98. ↑  . MANTANWEB.   [2017-06-26]. （原始内容存档于2017-06-28）.
99. ↑  . PR Times. 2017-12-20  [2019-05-23]. （原始内容存档于2019-12-23）.
100. ↑  .   [2018-06-26]. （原始内容存档于2018-06-26）.
101. ↑  isekai_quartet的推文、. Retrieved 2019-05-29.
102. ↑  hpmahoudoumei的推文、. Retrieved 2019-07-02.
103. ↑  . Comic Natalie.   [2019-08-28]. （原始内容存档于2020-08-09）.
104. ↑  . 現実と仮想が交錯する不可逆性SNSミステリー『Project:;COLD』(プロジェクトコールド).   [2021-01-24]. （原始内容存档于2021-02-03） （日语）.
105. ↑  . KAI-YOU.net | POP is Here .   [2021-01-24]. （原始内容存档于2021-02-04） （日语）.
106. ↑  . 現実と仮想が交錯する不可逆性SNSミステリー『Project:;COLD』(プロジェクトコールド)）.   [2020-12-28]. （原始内容存档于2021-02-03）.

## 外部連結
- プロ・フィットによるプロフィール （页面存档备份，存于）
- 悠木碧 | 日本コロムビア （页面存档备份，存于）
- 悠木 碧｜FlyingDog （页面存档备份，存于）
- 悠木碧 公式ブログ Powered by LINE （页面存档备份，存于）
- 悠木碧【公式】的X（前Twitter）
- 悠木碧【公式】的Instagram帳戶